# Бергман, Гунилла
Гуни́лла «Ни́лла» Бе́ргман (швед. Gunilla "Nilla" Bergman; род. 21 января 1949) — шведская кёрлингистка и тренер по кёрлингу.

## Достижения
- Чемпионат мира по кёрлингу среди женщин: серебро (1979).
- Чемпионат Европы по кёрлингу: золото (1979).
- Чемпионат Швеции по кёрлингу среди женщин: золото (1979)[1].
- Чемпионат мира по кёрлингу среди ветеранов: бронза (2009).

## Команды
| Сезон   | Четвёртый       | Третий             | Второй                 | Первый            | Запасной        | Турниры  |
| ------- | --------------- | ------------------ | ---------------------- | ----------------- | --------------- | -------- |
| 1978—79 | Биргитта Тёрн   | Катарина Хультлинг | Сусанна Гюннинг-Эдлинг | Гунилла Бергман   |                 | ЧМ 1979  |
| 1979—80 | Биргитта Тёрн   | Катарина Хультлинг | Сусанна Гюннинг-Эдлинг | Гунилла Бергман   |                 | ЧЕ 1979  |
| 2008—09 | Ингрид Мельдаль | Анн-Катрин Черр    | Anta Hedström          | Сильвия Лильефорс | Гунилла Бергман | ЧМВ 2009 |

(скипы выделены полужирным шрифтом)

## Результаты как тренера национальных сборных
| Год  | Турнир                                          | Сборная                | Место |
| ---- | ----------------------------------------------- | ---------------------- | ----- |
| 2004 | Чемпионат мира по кёрлингу среди ветеранов 2004 | Швеция (ветераны жен.) | 2     |
| 2005 | Чемпионат мира по кёрлингу среди ветеранов 2005 | Швеция (ветераны жен.) | 3     |
| 2006 | Чемпионат мира по кёрлингу среди ветеранов 2006 | Швеция (ветераны жен.) | 1     |
| 2007 | Чемпионат мира по кёрлингу среди ветеранов 2007 | Швеция (ветераны жен.) | 1     |
| 2008 | Чемпионат мира по кёрлингу среди ветеранов 2008 | Швеция (ветераны жен.) | 6     |
| 2011 | Чемпионат мира по кёрлингу среди ветеранов 2011 | Швеция (ветераны жен.) | 2     |
| 2012 | Чемпионат мира по кёрлингу среди ветеранов 2012 | Швеция (ветераны жен.) | 3     |
| 2014 | Чемпионат мира по кёрлингу среди ветеранов 2014 | Швеция (ветераны жен.) | 4     |